# Polski Związek Pszczelarski

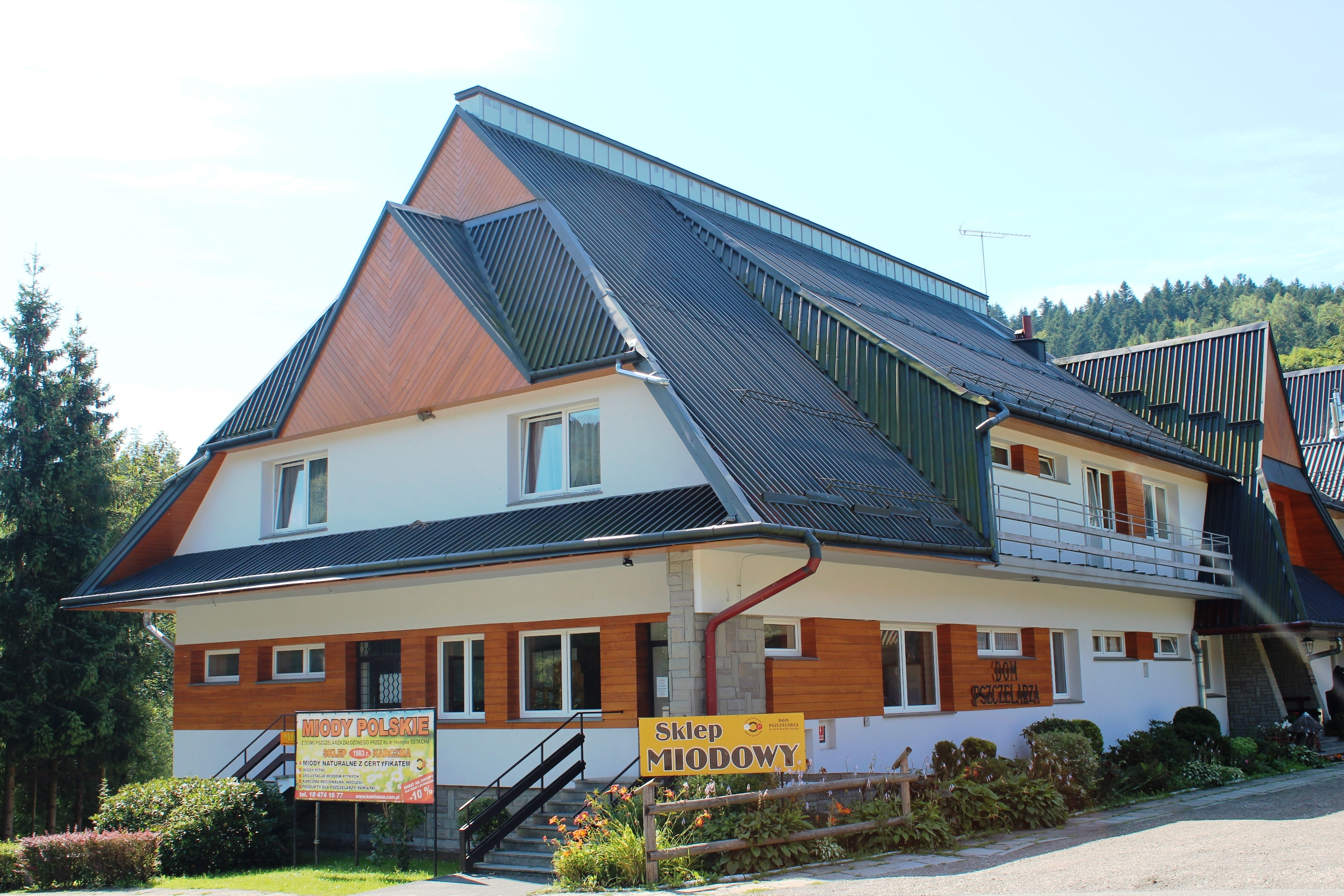
Dom Pszczelarza PZP w Kamiannej

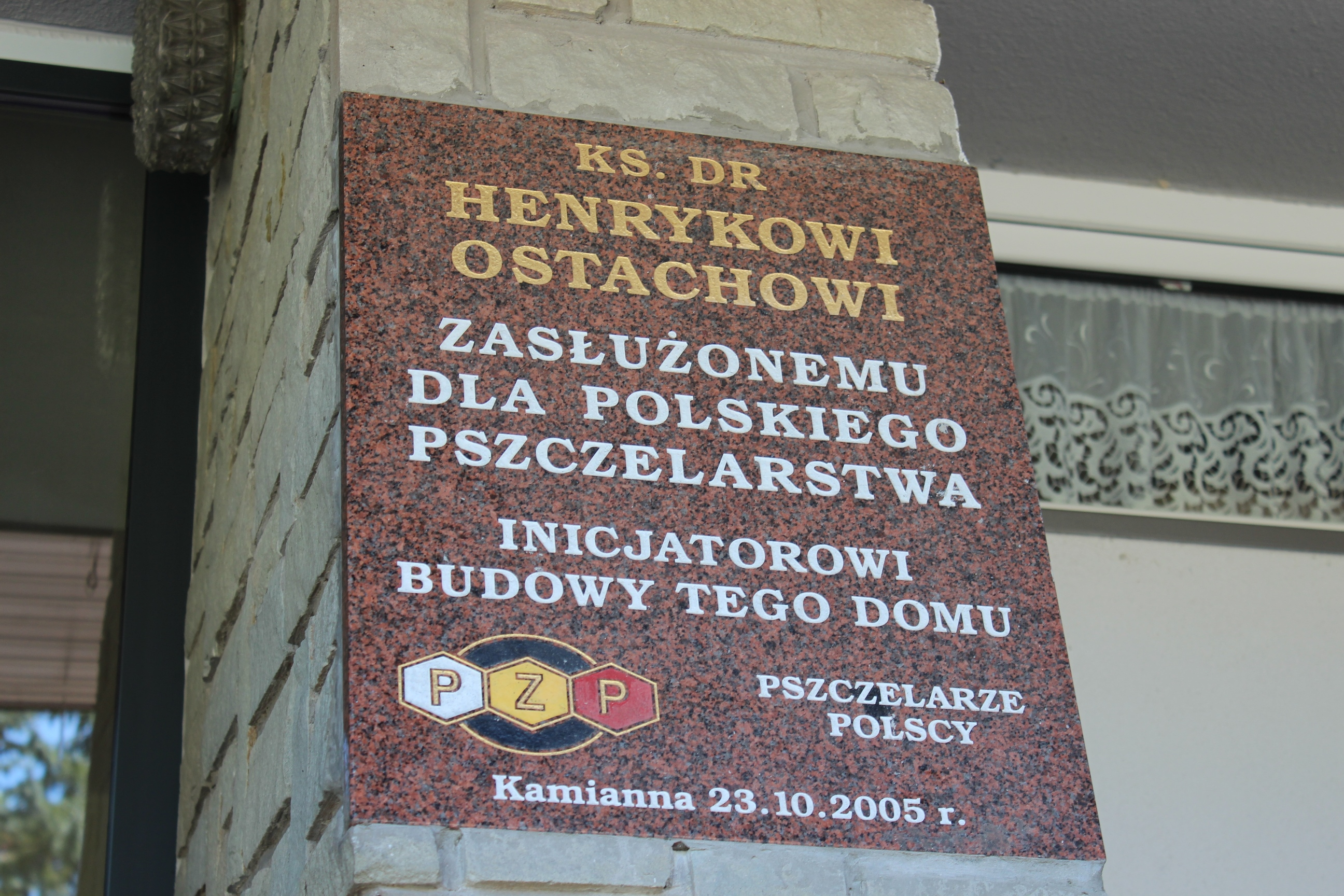
Tablica pamiątkowa poświęcona Henrykowi Ostachowi w Kamiannej

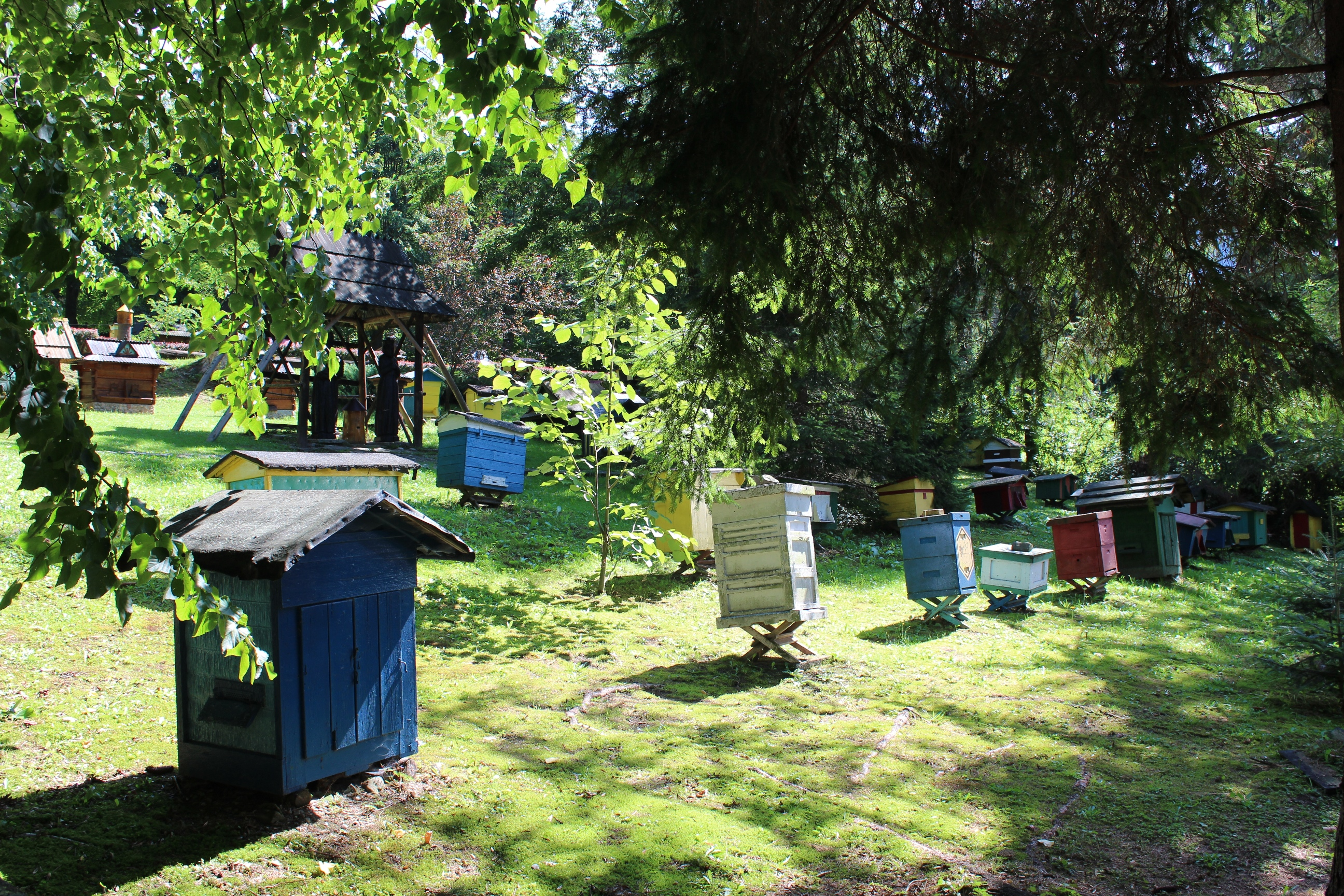
Pasieka

Polski Związek Pszczelarski (PZP) – związek rolniczych zrzeszeń branżowych działających dla dobra pszczelarstwa na terenie Rzeczypospolitej Polskiej. Funkcjonuje w oparciu o ustawę z dnia 8 października 1982 r. o społeczno-zawodowych organizacjach rolników. Związek posiada osobowość prawną. Siedziba jego władz znajduje się w Warszawie.

## Cele
Celem organizacji jest dążenie do zapewnienia godnych warunków życia i pracy środowisk pszczelarskich.
Zadania te realizowane są poprzez:
- reprezentowanie interesów organizacji członkowskich związku i członków tych organizacji oraz ochrona ich godności i dobrego imienia,
- integrowanie środowisk pszczelarskich i podnoszenie kwalifikacji pszczelarzy,
- rozwój pszczelarstwa jako integralnej części rolnictwa i ochrony środowiska naturalnego,
- prawna ochrona nazwy „miód” i pozostałych produktów pszczelich,
- popularyzowanie i promowanie polskiego miodu i innych produktów pszczelich z banderolą związku.

## Symbole
Symbolami organizacji są znak, sztandar oraz odznaki honorowe, którymi są:
- Statuetka pomnika ks. dr Jana Dzierżona,
- Medal im. ks. dr Jana Dzierżona,
- Złota, Srebrna i Brązowa Odznaka Związku.

## Członkowie
Członkowie organizacji mogą być zwyczajni, honorowi lub wspierający. Członkami zwyczajnymi mogą być osoby prawne lub jednostki organizacyjne niebędące osobami prawnymi związane z działalnością pszczelarską. Członkami honorowymi Związku mogą być osoby fizyczne mające szczególne zasługi dla rozwoju pszczelarstwa, natomiast członkami wspierającymi osoby prawne, jednostki organizacyjne niebędące osobami prawnymi oraz osoby fizyczne.

## Organy
Organami Polskiego Związku Pszczelarskiego jest Walny Zjazd Delegatów Związku, Rada Związku, Zarząd Związku oraz Komisja Rewizyjna Związku. Kadencja organów trwa cztery lata.